# Ahmad Mesgarha

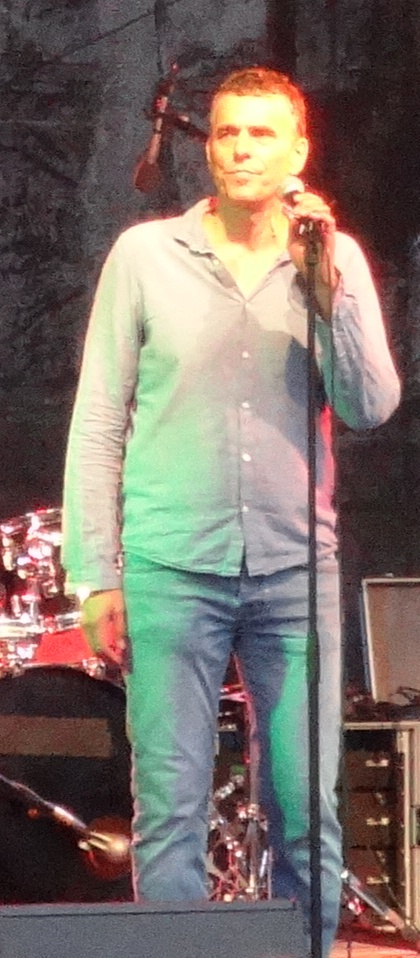
Ahmad Mesgarha auf der Bühne vor dem Schauspielhaus Dresden

Ahmad Mesgarha (* 1963 in Ost-Berlin) ist ein deutscher Schauspieler.

## Leben
Ahmad Mesgarha wuchs in Berlin-Prenzlauer Berg auf und besuchte die Krupskaja-Oberschule. Er lernte 1980 bis 1983 Baufacharbeiter mit Abitur bei Tiefbau Berlin. Mesgarha studierte von 1985 bis 1989 an der Hochschule für Musik und Theater „Felix Mendelssohn Bartholdy“ in Leipzig. 1987 spielte er im DEFA-Film Vorspiel neben Hendrik Duryn die Rolle des „Major“. Er war nach seinem Studium für ein Jahr am neuen theater Halle beschäftigt.
Seit Mai 1990 ist Mesgarha festes Ensemblemitglied des Staatsschauspiel Dresden. Hier arbeitete er u. a. mit den Regisseuren Volker Lösch, Klaus Dieter Kirst, Wolfgang Engel, Tilmann Köhler, Stefan Bachmann und Roger Vontobel. 2004 erhielt er den Erich-Ponto-Preis.
Er ist auch als Gast im Hoftheater Dresden und im Tom-Pauls-Theater Pirna zu sehen.
Ahmad Mesgarhas Name stammt von seinem iranischen Vater. Er lebt in Dresden-Loschwitz und ist liiert.
Er hat drei Kinder (* 1983, * 1998, * 2001).
Der Schauspieler ist ein begeisterter Marathon- und Langstreckenläufer. 2017 erschien Mesgarhas Buch über seine Laufreise mit dem Titel Was willst du denn auf Island.

## Theater (Auswahl)
- 1992: Roberto Zucco von Bernard-Marie Koltès als Roberto Zucco, Regie: Valentin Jeker
- 1993: The Rocky Horror Show von Richard O’Brien als Frank ’n’ Furter, Regie: Klaus-Dieter Kirst
- 1996: Emilia Galotti von Gotthold Ephraim Lessing als Prinz Gonzaga, Regie: Hasko Weber
- 2000: Die Entführung aus dem Serail von Wolfgang Amadeus Mozart als Bassa Selim, Regie: Arturo Marelli
- 2003: Oresti von Ayschilos als Apollon, Regie: Volker Lösch
- 2004: Der Menschenfeind von Molière als Alceste, Regie: Klaus-Dieter Kirst
- 2005: Mephisto von Klaus Mann als Hendrik Höfgen, Regie: Holk Freytag
- 2006: Faust Teil I und Faust Teil II von Johann Wolfgang von Goethe als Mephisto, Regie: Holk Freytag
- 2007: Der Gott des Gemetzels von Yasmina Reza als Alain, Regie: Beath Fäh
- 2007: Die lustige Witwe von Franz Lehár als Njegus (Semperoper Dresden)
- 2009: Romeo und Julia von William Shakespeare als Capulet, Regie: Simon Solberg
- 2012: Hamlet von William Shakespeare als Polonius, Regie: Roger Vontobel
- 2013: Der Parasit von Friedrich Schiller als Selicour, Regie: Stefan Bachmann
- 2014: Das Gespenst von Canterville von Oscar Wilde als Gespenst, Regie: Susanne Lietzow
- 2015: Die Panne von Friedrich Dürrenmatt als Staatsanwalt Zorn, Regie: Roger Vontobel
- 2016: Othello von William Shakespeare als Othello, Regie: Thorleifur Oern Arnarsson
- 2016: Alte Meister von Thomas Bernhard als Atzbacher, Regie: Anton Kurt Krause
- 2016: Der Raub der Sabinerinnen als Theaterdirektor Emanuel Striese, Regie: Susanne Lietzow
- 2017: Der Phantast von Jan Dvořák als Winnetou, Regie: Philipp Stölzl
- 2017: Soloabend „Ja, Schatz!“ mit Liedern von Bodo Wartke, Regie: Philipp Lux (Theaterkahn Dresden)
- 2018: Maria Stuart von Friedrich Schiller als Graf Leicester, Regie: Thomas Dannemann
- 2018: Geächtet von Ayad Akhtar als Amir, Regie: Nikolai Sykosch
- 2019: Kabale und Liebe von Friedrich Schiller als Miller, Regie: Dara Tavadze
- 2022: Die Familie Schroffenstein als Sylvester, Graf von Schroffenstein, Regie: Tom Kühnel
- 2022: Macbeth von William Skakespeare als König Duncan, Regie: Christian Friedel
- 2023: Der Diener zweier Herren von Carlo Goldoni als Pantalone dei Bisognosi, Regie: Rafael Sanchez
- 2023: Der satanarchäolügenialkohöllische Wunschpunsch von Michael Ende als Professor Dr. Beelzebub Irrwitzer, Regie: Philipp Lux
- 2024: Der Besuch der alten Dame von Friedrich Dürrenmatt als Alfred Ill, Regie: Nikolai Sykosch

## Filme
- 1987: Vorspiel, Regie: Peter Kahane
- 2004: Das Verhör, Regie: Rafael Kühn
- 2007: Die Lustige Witwe, Regie: Arturo Marelli
- 2016: Der ewige Pilger (Doku), Regie: Volker Schmidt-Sondermann
- 2021: Tatort: Unsichtbar

## Werke
- Was willst du denn auf Island: Meine Laufreise. zwiebook, Dresden 2017, ISBN 978-3-943451-30-6.

- Das Entscheidende entsteht nebenbei. zwiebook, Dresden 2023